# Calvin (Dakota Północna)
Calvin – miasto w Stanach Zjednoczonych, w stanie Dakota Północna, w hrabstwie Cavalier.